# Thamaga
Thamaga – miasto w Botswanie, w dystrykcie Kweneng. W 2008 liczyło 22 640 mieszkańców.